# Rivière Portneuf (Capitale-Nationale)
Pour les articles homonymes, voir Portneuf et Rivière Portneuf.
La rivière Portneuf est un affluent de la rive nord du fleuve Saint-Laurent, traversant les municipalités de Saint-Raymond, Pont-Rouge, Saint-Basile (Québec) et Portneuf, dans la municipalité régionale de comté (MRC) Portneuf, dans la région administrative de la Capitale-Nationale, dans la province de Québec, au Canada.
La vallée de la rivière Portneuf est surtout desservie par la route 138, le chemin Neuf, le chemin du rang Saint-Angélique, le chemin du Grand Rang (route 365), le chemin de Bourg-Louis, le chemin de la Grande Ligne et le chemin du lac Sept-Îles-Sud.
Hormis pour les segments passant dans un hameau de Saint-Raymond, dans le village de Saint-Basile et dans le village de Portneuf, l'agriculture et la foresterie constituent les principales activités économiques du secteur.

## Géographie
La rivière Portneuf est située sur la rive nord de l'estuaire fluvial du Saint-Laurent, à mi-chemin entre Trois-Rivières et Québec, plus précisément entre les bassins versants de la rivière Sainte-Anne à l'ouest  et de la rivière Jacques-Cartier à l'est .
La rivière Portneuf tire sa source du lac Sept Îles (altitude : 209 m) qui se décharge par le sud-ouest. La villégiature est très dense autour de ce lac.
À partir de la décharge du lac Sept Îles, le courant de la rivière Portneuf descend sur environ 50 km, avec une dénivellation de 204 m, selon les segments suivants :
- vers le sud en coupant le chemin du Lac-Sept-Îles, dans une vallée d'abord encaissée entre les montagnes (dont un sommet atteint 380 m à l'est et un autre 330 m à l'ouest, en traversant quatre petits lacs, jusqu'à la décharge (venant de l'ouest) de deux lacs dont l'un comporte plage Cantin ;
- vers le sud-est en passant au nord-est de l'Aéroport de Paquet, en coupant le chemin de la Grande Ligne (route 367), jusqu'à la décharge (venant du nord-est) de deux petits lacs non identifiés ;
- vers le sud en zone agricole, puis vers le sud-est en contournant une montagne dont le sommet atteint 265 m et en passant par le Bourg-Louis (hameau) où le cours fait des serpentins, jusqu'à un coude de rivière ;
- vers le sud-ouest en traversant la chute Bourg-Louis, puis en traçant des serpentins en zone forestière ; puis bifurquant vers le sud-est où le cours coupe le chemin de la Traverse, jusqu'à la décharge (venant du nord) du lac Sergent ;
- vers le sud-est en serpentant jusqu'à la confluence de la rivière Blanche (venant du nord) ;
- vers le sud-est en recueillant un ruisseau (venant du nord-est), en traversant une longue série de rapides et en formant une boucle vers le sud-est en fin de segment, jusqu'au boulevard Nord-Dame (route 365) ;
- vers le sud-ouest en serpentant de façon intermittente en recueillant le cours d'eau Morasse (venant du nord), jusqu'à la décharge de la rivière Saint-Jacques venant du nord-est puis en formant un grand S, jusqu'à la confluence de la rivière des Sept Îles venant du nord-ouest ;
- vers le sud-ouest en formant une première boucle vers le nord, en contournant à l'est et au sud le village de Saint-Basile-Sud et en coupant le boulevard du Centenaire, jusqu'à la confluence de la rivière Chaude venant du nord-ouest ;
- 12,0 km vers le sud-ouest en formant un crochet vers l'ouest, puis un second vers l'est, en passant sous le pont Bishop, en recueillant le ruisseau du rang Saint-Charles (venant de l'ouest) et le ruisseau chez Jess (venant de l'ouest), puis en passant dans Portneuf-Station et Portneuf, en coupant l'autoroute 40, la route 138 et le chemin de fer, jusqu'à sa confluence avec le fleuve Saint-Laurent[2].

Quelques infrastructures ont été érigées dans ce bassin versant notamment des moulins (à scie et à farine) et des chantiers maritimes (dans la zone basse). Deux barrages désaffectés sont répertoriés dans les municipalités de Portneuf et de Notre-Dame-de-Portneuf.
Un quai d'un km de longueur, a été construit sur le fleuve Saint-Laurent au cours des années 1956 à 1958 par la ville de Portneuf à l'ouest de l'embouchure de la rivière Portneuf. Ce quai de Portneuf pointe vers le sud-est en direction de Pointe-Platon (Lotbinière), située sur la rive sud du fleuve Saint-Laurent. Le quai est un lieu de rassemblement lors de festivités locales.

## Toponymie
Le nom de cette rivière est lié à la seigneurie de Portneuf qu'elle traverse avant de se jeter dans le fleuve Saint-Laurent. Bien que cette seigneurie a été attribuée en 1636, l'acte de la concession a été confirmée en 1647.
Le toponyme Rivière Portneuf a été officialisé le 5 décembre 1968 à la Banque des noms de lieux de la Commission de toponymie du Québec.